# サボタージュ (ビースティ・ボーイズの曲)
「サボタージュ」（英: Sabotage）は、アメリカ合衆国のヒップホップグループであるビースティ・ボーイズの楽曲。1994年1月28日にシングルとして発表され、同年5月発売のアルバム『イル・コミュニケーション』に収録された。作詞作曲はマイケル・ダイアモンドとアダム・ホロヴィッツとアダム・ヤウクの共作。
2005年3月にQ誌による "100 Greatest Guitar Tracks" で46位、ニューヨーク市のケーブルテレビ・チャンネルVH1による "100 Greatest Songs of the 90s" で19位、ピッチフォーク・メディアによる "Top 200 Tracks of the 90s" で39位、ローリング・ストーン誌によるローリング・ストーンの選ぶオールタイム・グレイテスト・ソング500（2021年版）で245位にそれぞれランク付けされている。

## ミュージック・ビデオ
ミュージック・ビデオはスパイク・ジョーンズが監督を務めており、1994年のMTV Video Music Awardsでは「Video of the Year（最優秀ビデオ賞）」、「Breakthrough Video（画期的ビデオ賞）」、「Best Direction in a Video（最優秀ビデオディレクション賞）」などの5つのカテゴリーにノミネートされるも、いずれも受賞はならなかった。「Best Direction in a Video（最優秀ビデオディレクション賞）」はR.E.M.の「エヴリバディ・ハーツ」が受賞し、R.E.M.のマイケル・スタイプが受賞スピーチをしている最中に変装したビースティ・ボーイズのMCAが乱入し、いずれの賞も受賞されなかった事に抗議した。後に2009年のMTV Video Music Awardsの「Best Video (That Should Have Won a Moonman)（最優秀ビデオ賞）」に選出される。

## チャート成績
| チャート (1994年)                                                       | 最高位 |
| ----------------------------------------------------------------------- | ------ |
| オーストラリア (ARIA)                                                   | 94     |
| Canada Top Singles (RPM)                                                | 38     |
| オランダ (Single Top 100) 「ゲット・イット・トゥギャザー」との両A面扱い | 35     |
| UK シングルス (OCC) 「ゲット・イット・トゥギャザー」との両A面扱い       | 19     |
| US Bubbling Under Hot 100 Singles (Billboard)                           | 15     |
| US Alternative Airplay (Billboard)                                      | 18     |

| チャート (2020年)                           | 最高位 |
| ------------------------------------------- | ------ |
| US Hot Rock & Alternative Songs (Billboard) | 19     |

## 主な収録作品
- 『イル・コミュニケーション』[15]（英: Ill Communication、1994年、スタジオ・アルバム）
- 『ビースティ・ボーイズ・アンソロジー〜サウンズ・オブ・サイエンス』[16]（英: Beastie Boys Anthology: The Sounds of Science、1999年、ベスト・アルバム）
- 『DVDアンソロジー』[17]（英: Beastie Boys Video Anthology、2003年、DVD）
- 『ソリッド・ゴールド・ヒッツ -シングルズ・コレクション-』[18]（英: Solid Gold Hits、2005年、ベスト・アルバム）

## カバー
- フィッシュ
  - 『ハンプトン・カムズ・アライヴ（英: Hampton Comes Alive）』に収録。
- キャンサー・バッツ
  - 『ベアーズ、メイヤーズ、スクラップス・アンド・ボーンズ（英: Bears, Mayors, Scraps & Bones）』に収録。
- でんぱ組.inc
  - 『キラキラチューン/Sabotage』及び『WORLD WIDE DEMPA』に収録。
- コーン＋スリップノット
  - 2015年1月25日、イギリス・ウェンブリー・アリーナでの公演で両バンド合同でカバー[19]。

## 楽曲が使用されているメディア
映画
- 『スター・トレック 』（2009年）
- 『スター・トレック BEYOND』（2016年）

音楽ゲーム
- 『ギターヒーロー3 レジェンド オブ ロック』
- 『ロックバンド』